# El Salvador en los Juegos Olímpicos de Pekín 2008
El Salvador estuvo representado en los Juegos Olímpicos de Pekín 2008 por once deportistas, cuatro hombres y siete mujeres, que compitieron en nueve deportes.
La portadora de la bandera en la ceremonia de apertura fue la halterófila Eva María Dimas. El equipo olímpico salvadoreño no obtuvo ninguna medalla en estos Juegos.